# Chiesa dell'Assunzione di Maria Vergine (Canfranc)
La chiesa dell'Assunzione di Maria Vergine  è un luogo di culto cattolico nel comune spagnolo di Canfranc nella comunità autonoma di Aragona. Risale al XII secolo.

## Storia

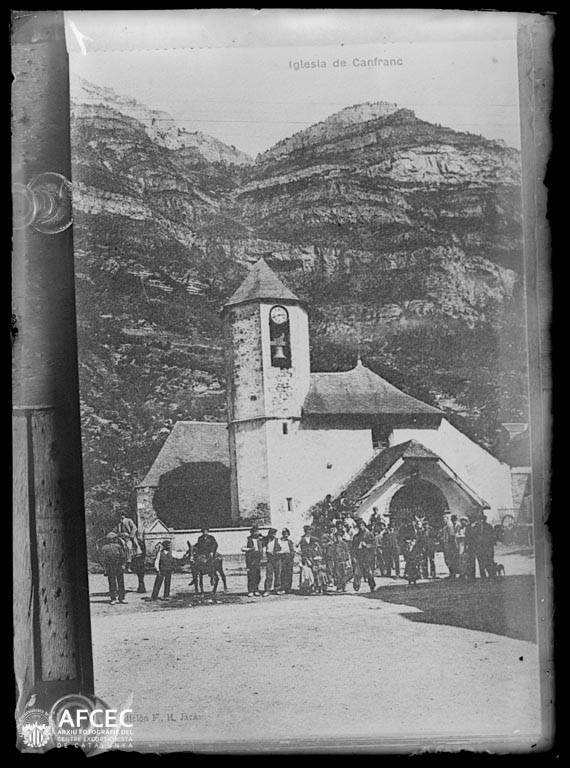
Immagine della chiesa di Canfranc in una foto dell'inizio del XX secolo

La chiesa venne donata dal re d'Aragona Pietro II d'Aragona al monastero di Santa Cristina di Somport nel 1202.
La costruzione originale, che risale al XII secolo, venne ampliata circa quattro secoli più tardi probabilmente con l'aggiunta della cappella maggiore. L'antica copertura lignea dell'edificio fu distrutta durante l'incendio del 1944 che colpì l'intero abitato.

## Descrizione

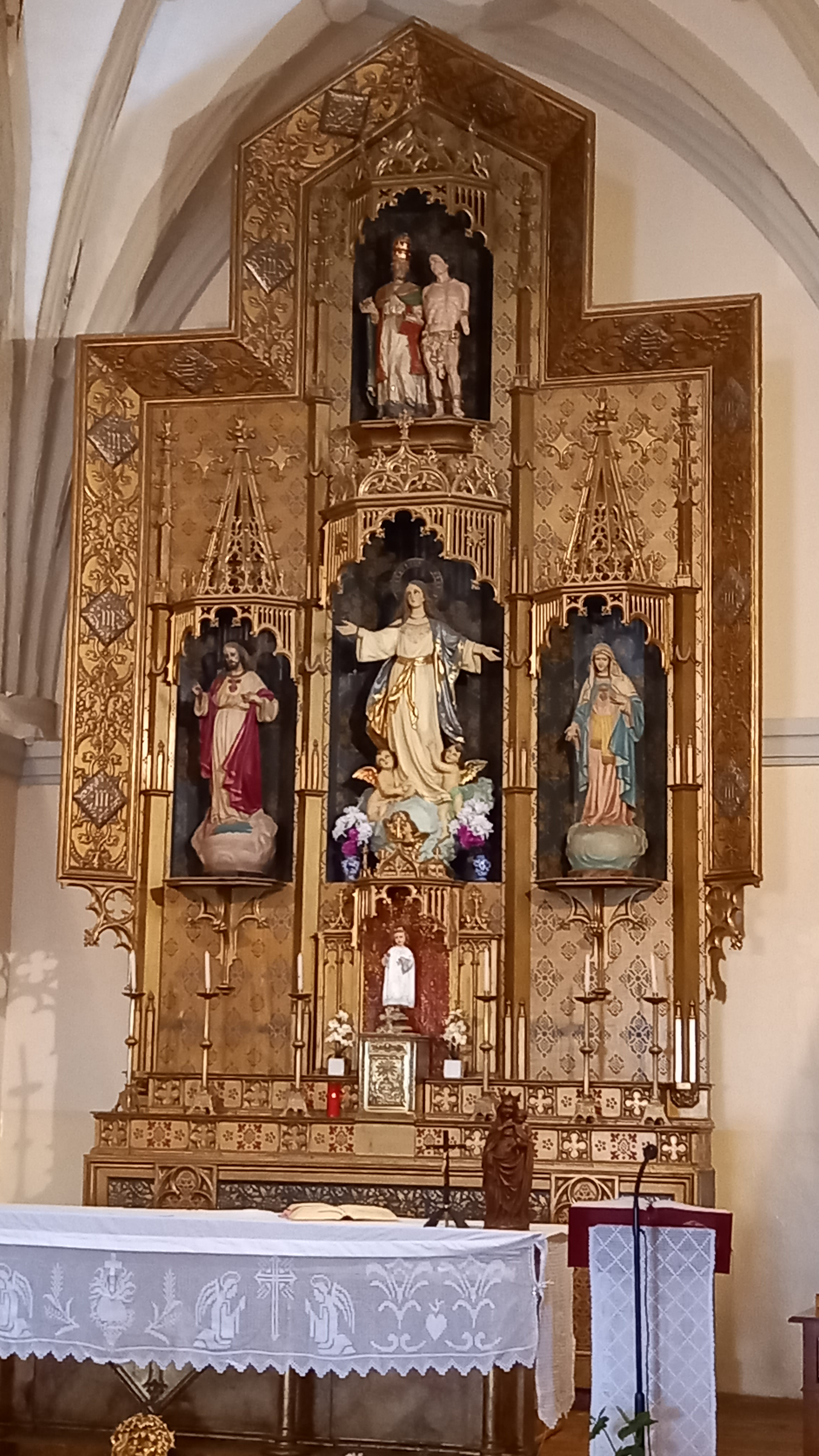
Pala dell'altare maggiore

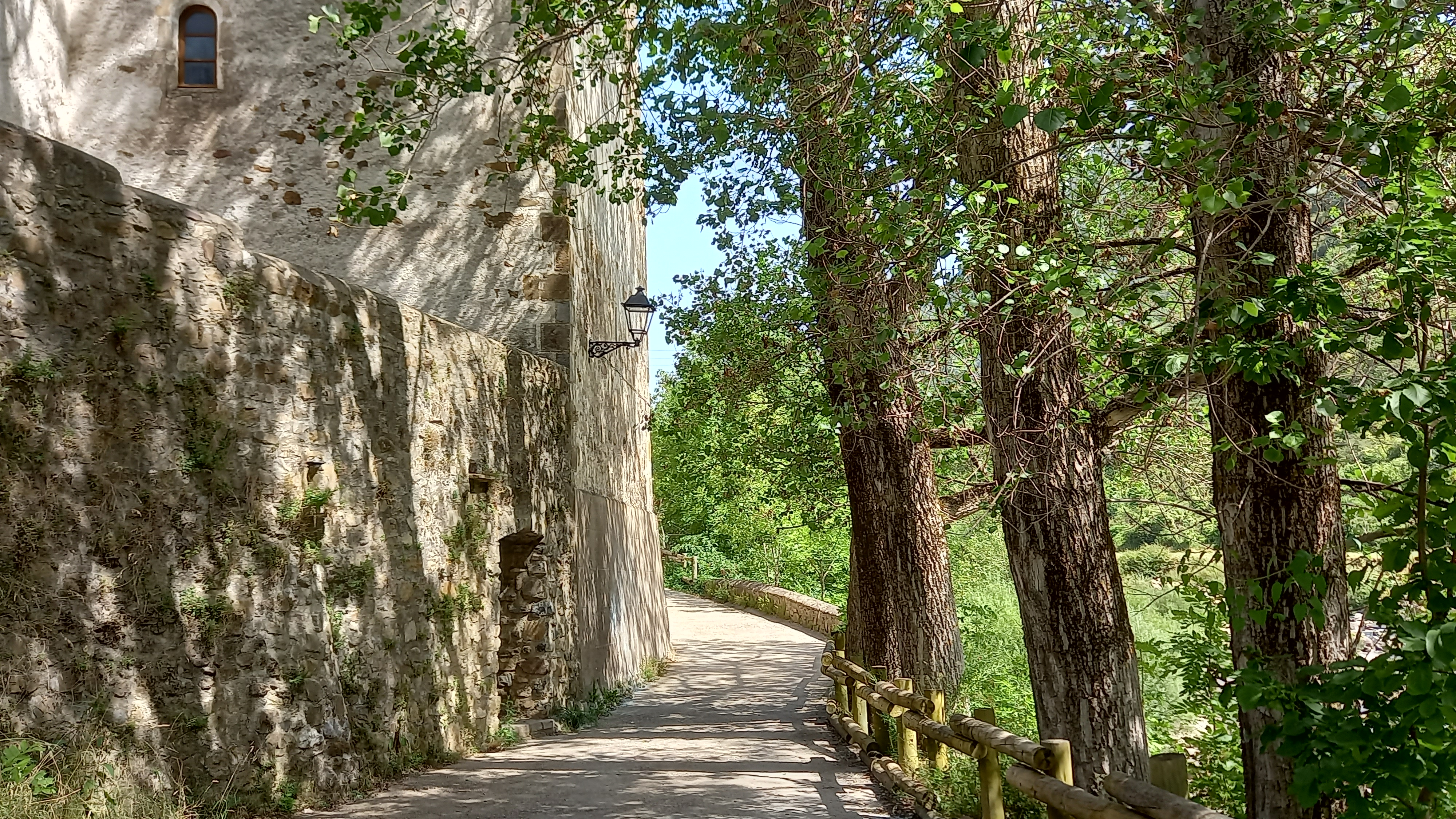
Esterno vicino al fiume Aragón

### Esterni
La chiesa si trova al centro dell'abitato di Canfranc in paseo de la Concordia e mostra orientamento verso ovest. 
Il campanile su pianta ottagonale si alza sulla sinistra, con una struttura tozza e robusta. La cella si apre con quattro finestre a monofora.

### Interni
La sala è divisa in tre navate con volta a crociera ed è ampliata da quattro cappelle laterali, due per parte. Nel presbiterio si trova la grande pala d'altare lignea policroma dorata in stile neogotico raffigurante l'Assunzione di Maria ricostruita dopo l'incendio della prima metà del XX secolo. Parti della pala originale  sono ancora conservate nella chiesa.
Anche nelle cappelle laterali si trovano pale di grande interesse storico e artistico salvate dal fuoco che ha gravemente danneggiato anche gli interni nel 1944.